# Het vlot van de Medusa of Hoe leren we dat beest fatsoenlijk spreken?
Het vlot van de Medusa of Hoe leren we dat beest fatsoenlijk spreken? is een hoorspel van Konrad Hansen. Das Floß der Medusa - oder Vermittlung eines gehobenen Wortschatzes werd op 9 april 1973 uitgezonden door Radio Bremen. C. Denoyer vertaalde het en de VARA zond het uit op woensdag 30 oktober 1974, van 16:03 uur tot 17:05 uur. De regisseur was Ad Löbler.

## Rolbezetting
- Enny Meunier (Therese)
- Loudi Nijhoff (Olga)
- Gerrie Mantel (de papegaai)
- Hans Veerman (Böhm)

## Inhoud
Bij twee oudere, ongehuwde zusters is de papegaai Billy binnengevlogen. Hij lijkt wel een bandopnemer, want hij is in staat om elk woord te onthouden. Wat de vreugde van de dames echter tempert, is het feit dat Billy reeds over een omvangrijke woordenschat beschikt, die duidelijk uit de intieme sfeer van zijn bezitter stamt. Na hun aanvankelijk vermaak worden de zusters in toenemende mate gechoqueerd als ze woorden en uitdrukkingen horen die duidelijk straatjongenspraat zijn. Voor de vraag gesteld hoe ze zich tegenover deze verbale stormloop van ordinaire realiteit moeten gedragen, besluiten ze tot een soort hersenspoeling over te gaan, een procedure die Billy uiterst bereidwillig ondergaat. Maar zijn honger naar woorden is groter dan de zusters vermoed hebben. Waarmee kunnen ze hem verzadigen, nadat hun repertoire aan herinneringen uitgeput is?